# هدر رز-مک‌مانوس
هدر رز-مک‌مانوس (به انگلیسی: Heather Ross-McManus) ژیمناست زادهٔ ۳ سپتامبر ۱۹۷۳ میلادی اهل کشور کانادا است.